# Copa Mundial VIVA 2009
La Copa Mundial VIVA Padania 2009 fue la III edición de la Copa Mundial VIVA, organizada por la NF-Board. La edición se disputó en las ciudades de Verona, Brescia, Varese y Novara, Padania (Italia), del 22 al 27 de junio.
La selección que se coronó campeona fue la organizadora del evento, Padania, que venció por 2:0 en la final a Kurdistán. El tercer puesto lo ganó Laponia que le ganó por penales a Provenza 5:4, luego de que el partido finalizara 4:4.

## Equipos participantes
Solo 6 selecciones disputaron esta edición, fueron divididas en 2 grupos de 3 equipos cada uno.
En cursiva los equipos debutantes.
| Equipos participantes | Equipos participantes | Equipos participantes |
| --------------------- | --------------------- | --------------------- |
| Padania               | Occitania             | Kurdistán             |
| Provenza              | Gozo                  | Laponia               |

Muchas Selecciones miembros de la NF-Board no pudieron presentarse por diversas razones, algunos ejemplos son Groenlandia, Camerún Meridional, Pueblo Arameo, República Turca del Norte de Chipre, Somalilandia, Tíbet, etc. Otras selecciones que son miembros Provisionales no pudieron participar por problemas administrativos, tales como Cerdeña, Dos Sicilias, Isla de Pascua, Kiribati, Sahara Occidental y Zanzíbar.

## Organización
Las selecciones participantes fueron recibidas el 21 de junio en el Hotel Best Western Cavallieri della Corona. El 22 de junio se realizó la ceremonia inaugural y se disputó el primer partido de cada grupo, Gozo-Provenza por el Grupo 2 y Padania-Occitania por el Grupo 1.
En los demás días (del 23 de junio al 26 de junio) se disputaron el resto de los partidos y se dieron conferencias de prensa en el Hotel Best Western Cavallieri della Corona.
El 26 de junio se jugaron los partidos que definieron el 3º y 4º puesto y el 5º y 6º puesto.
El 27 de junio se disputó la final del torneo, se hicieron entrega de las medallas y se jugó un partido benéfico de caridad.

## Cobertura Mundial
A pesar de que ningún canal de televisión cubrió la edición, muchos diarios mundiales hicieron notas sobre este suceso, los diarios El país, Uruguay; New Straits Times, Tailandia; All Sports Magazine, India; Liberation, Francia; Politiken, Dinamarca; Lance, Brasil; La Gazzeta Dello Sport, Italia son algunos de los diarios que cubrieron este mundial.

## Sedes
Los partidos se disputaron en los estadios Silvio Piola, Novara con capacidad de 7.487; Franco Ossola, Varese, apto para 9.926 personas; Mario Rigamonti, Brescia donde caben 16.308 personas y el más grande de todos, el estadio Marcantonio Bentegodi, Verona que soporta a 44.799 personas.
| Ciudad  | Estadio               | Capacidad |
| ------- | --------------------- | --------- |
| Novara  | Silvio Piola          | 7.487     |
| Varese  | Franco Ossola         | 9.926     |
| Brescia | Mario Rigamonti       | 16.308    |
| Verona  | Marcantonio Bentegodi | 44.799    |

## Resultados

### Grupo 1
| Equipo           | Pts | PJ | PG | PE | PP | GF | GC | Dif |
| ---------------- | --- | -- | -- | -- | -- | -- | -- | --- |
| Padania          | 6   | 2  | 2  | 0  | 0  | 3  | 1  | +2  |
| Kurdistán Iraquí | 3   | 2  | 1  | 0  | 1  | 5  | 2  | +3  |
| Occitania        | 0   | 2  | 0  | 0  | 2  | 0  | 5  | -5  |

| 22 de junio de 2009, 21:00 | Padania     | 1:0     | Occitania | Silvio Piola, Novara                                 |                                                      |
|                            | Piovani 83' | Reporte |           | Asistencia: 1.100 espectadores Árbitro(s): Mazzoleni | Asistencia: 1.100 espectadores Árbitro(s): Mazzoleni |

| 23 de junio de 2009, 21:00 | Occitania | 0:4     | Kurdistán                               | Franco Ossola, Varese                           |                                                 |
|                            |           | Reporte | Aziz 3' · Abdullah 38', 45' · Sediq 56' | Asistencia: 350 espectadores Árbitro(s): Anders | Asistencia: 350 espectadores Árbitro(s): Anders |

| 24 de junio de 2009, 21:00 | Padania                      | 2:1     | Kurdistán   | Mario Rigamonti, Brescia                         |                                                  |
|                            | Ferrari 4' · Ganz 67' (pen.) | Reporte | Qaraman 62' | Asistencia: 1.000 espectadores Árbitro(s): Copia | Asistencia: 1.000 espectadores Árbitro(s): Copia |

### Grupo 2
| Equipo   | Pts | PJ | PG | PE | PP | GF | GC | Dif |
| -------- | --- | -- | -- | -- | -- | -- | -- | --- |
| Provenza | 6   | 2  | 2  | 0  | 0  | 5  | 2  | +3  |
| Laponia  | 3   | 2  | 1  | 0  | 1  | 8  | 4  | +4  |
| Gozo     | 0   | 2  | 0  | 0  | 2  | 3  | 10 | -7  |

| 22 de junio de 2009, 17:00 | Gozo          | 1:3     | Provenza                         | Silvio Piola, Novara                              |                                                   |
|                            | Camilleri 73' | Reporte | Hammoud 36', 77' · Hammami 90+1' | Asistencia: 100 espectadores Árbitro(s): Buonanno | Asistencia: 100 espectadores Árbitro(s): Buonanno |

| 23 de junio de 2009, 17:00 | Provenza                         | 2:1     | Laponia      | Franco Ossola, Varese                          |                                                |
|                            | Hammoud 37' · Hammami 64' (pen.) | Reporte | Bertelsen 5' | Asistencia: 50 espectadores Árbitro(s): Iodice | Asistencia: 50 espectadores Árbitro(s): Iodice |

| 24 de junio de 2009, 17:00 | Laponia                                                               | 7:2     | Gozo            | Mario Rigamonti, Brescia                         |                                                  |
|                            | Thomassen 12', 16', 17' · Eira 48' · Reginiussen 52', 84' · Bruer 78' | Reporte | Bugeja 79', 86' | Asistencia: 80 espectadores Árbitro(s): Seerwand | Asistencia: 80 espectadores Árbitro(s): Seerwand |

### Semifinales
| 25 de junio de 2009, 17:00 | Kurdistán                                                           | 6:0     | Provenza | Franco Ossola, Varese                            |                                                  |
|                            | Aziz 6' · Sediq 16' · Qadir 25' · Abdullah 56', 80' · Abdulrida 71' | Reporte |          | Asistencia: 250 espectadores Árbitro(s): Modesti | Asistencia: 250 espectadores Árbitro(s): Modesti |

| 25 de junio de 2009, 21:00 | Padania                                                           | 4:0     | Laponia | Franco Ossola, Varese                             |                                                   |
|                            | Pedersoli 12' · Battaglino 38' · Hætta 41' (a.g.) · Ligarotti 85' | Reporte |         | Asistencia: 1560 espectadores Árbitro(s): Casnati | Asistencia: 1560 espectadores Árbitro(s): Casnati |

### Partido por el 5º Puesto
| 26 de junio de 2009, 17:00 | Occitania                      | 2:1     | Gozo             | Mario Rigamonti, Brescia                            |                                                     |
|                            | M. Ballue 19' · J. Cantier 62' | Reporte | J. Camilleri 80' | Asistencia: 20 espectadores Árbitro(s): Poggipolini | Asistencia: 20 espectadores Árbitro(s): Poggipolini |

### Partido por el 3º Puesto
| 26 de junio de 2009, 21:00 | Laponia                                                 | 4:4 (5-4 p.) | Provenza                                     | Mario Rigamonti, Brescia                        |                                                 |
|                            | Thomassen 13', 53' (pen.) · Bruer 18' · Reginiussen 82' | Reporte      | Hammoud 14', 88' · Matel 16' · Bennattar 21' | Asistencia: 50 espectadores Árbitro(s): Capelli | Asistencia: 50 espectadores Árbitro(s): Capelli |

### Final
| 27 de junio de 2009, 17:00 | Padania                            | 2:0     | Kurdistán | Marcantonio Bentegodi, Verona                    |                                                  |
|                            | A. D’Alessandro 73' · A. Casse 74' | Reporte |           | Asistencia: 4.000 espectadores Árbitro(s): Guida | Asistencia: 4.000 espectadores Árbitro(s): Guida |

| Padania         |
| Campeón PADANIA |
| Segundo título  |

## Goleadores
| Jugador         | Selección | Goles |
| --------------- | --------- | ----- |
| Svein Thomassen | Laponia   | 5     |
| Enais Hammoud   | Provenza  | 5     |
| Karzan Abdullah | Kurdistán | 4     |

## Clasificación final
| Pos | Equipo    | PJ | PG | PE | PP | GF | GC | DG | Pts |
| --- | --------- | -- | -- | -- | -- | -- | -- | -- | --- |
| 1   | Padania   | 4  | 4  | 0  | 0  | 9  | 1  | +8 | 12  |
| 2   | Kurdistán | 4  | 2  | 0  | 2  | 11 | 4  | +7 | 6   |
| 3   | Laponia   | 4  | 1  | 1  | 2  | 12 | 12 | 0  | 4   |
| 4   | Provenza  | 4  | 2  | 1  | 1  | 9  | 12 | -3 | 7   |
| 5   | Occitania | 3  | 1  | 0  | 2  | 2  | 6  | -4 | 3   |
| 6   | Gozo      | 3  | 0  | 0  | 3  | 4  | 12 | -8 | 0   |